# Huayna Picchu
Huayna Picchu (ili mlado brdo) nastavlja se na Machu Picchu (staro brdo) i smješten je na najvišem dijelu istočnih Andi u Peruu, ili točnije, na istočnim padinama planinskog lanca iznad doline rijeke Urubamba i neposredno iznad naselja Aguas Calientes, na visini od 2.720 metara nadmorske visine. Razlika u nadmorskim visinama između nivoa rijeke Urubamba i vrha Huayna Piccu iznosi 600 metara. 
Uska pješačka staza vijuga prema vrhu počevši od Machu Picchua. Ponekad su u kamenoj stazi urezani otisci stopala radi sigurnijeg penjanja. Nagib padine je uglavnom skriven vegetacijom. Na vrhu staze nalazi se raskrižje; lijevi odvojak je vrlo strm i penje se stepenicama do vrha prolazeći pored nekoliko kamenih terasa, dok desni odvojak vodi do vrha kroz uski tunel.  
S vrha Huayna Picchua, može se južno vidjeti snijegom pokriveni planinski vrh Mount Salcantay. Kamena zgrada u blizini vrha Huayna Picchua vjerojatno je služila za promatranje.
Na početku staze prema vrhu Huayna Picchua, prolazi se pored staze koja vodi u hram naroda Inka, El Templo de la Luna (hr. Hram Mjeseca), koji je smješten oko 2 km sjeverno-istočno od Machu Picchua. Hram se nalazi u pećini. Broj osoba koje se dnevno penju na vrh ograničen je na 400 osoba.
- Strme tarase nedaleko vrha
- Kamena zgrada
- Uska staza s pogledom prema dole
- Vrh Huayna Picchua
- Hram Mjeseca